# Florin Nohai
Florin Nohai (n. 13 aprilie 1981, Piatra Neamț) este un jucător român de fotbal care evoluează la clubul FC Ripensia Timișoara.